# Kakan
Kakan (italsky Cacan) je malý neobydlený ostrov v Jaderském moři. Je součástí Chorvatska, leží v Šibenicko-kninské župě a je součástí Šibenického souostroví. Ostrov je trvale opuštěný, je navštěvován pouze během turistické sezóny. Okolo ostrova se nachází mnoho malých zátok, jako jsou Bok, Duboki Bok, Natprisliga, Potkućina, Potprisliga, Ravni Bok, Tepli Bok, Tratica, Trumbin Bok nebo Vodotoča. U zátoky Tratica se nachází restaurace a malý přístav. Na západě ostrova se nachází maják.
Většími sousedními ostrovy jsou Kaprije a Žirje. Dále se kolem Kakanu nacházejí další malé ostrůvky, jako jsou Borovnjak Mali, Borovnjak Veli, Kamešnjak Mali, Kamešnjak Veli a Mala Mare.